# Beatrice Eli
Pour les articles homonymes, voir Eli.
Beatrice Eli est une chanteuse, musicienne et compositrice suédoise née le 9 janvier 1987 à Stockholm.

## Biographie
Depuis 2014, Beatrice Eli est en couple avec la rappeuse suédoise Silvana Imam.

## Discographie

### Albums
| Title                | Album details                                                                            | Peak positions | Certification |
| Title                | Album details                                                                            | SWE            | Certification |
| -------------------- | ---------------------------------------------------------------------------------------- | -------------- | ------------- |
| Die Another Day (en) | - Released: October 22, 2014 - Label: Razzia Records (en) - Format: CD, digital download | 25             |               |

### Extended plays
| Title     | Album details                                                                            |
| --------- | ---------------------------------------------------------------------------------------- |
| It's Over | - Released: October 19, 2012 - Label: Razzia Records (en) - Format: CD, digital download |

### Clips
- Moment of Clarity[3]